# Drept comercial
Expresia drept comercial are în cadrul întrebuințărilor sale diferite accepțiuni terminologice precum:
- dreptul comercial ca ramură a dreptului;
- dreptul comercial ca știință;
- dreptul comercial ca disciplină de învățământ.

Sesizarea înțelesului expresiei drept comercial este dependentă de conținutul, contextul și finalitatea utilizării acesteia. 
În literatura juridică s-a afirmat că există două sisteme prin care se poate determina domeniul dreptului comercial și anume: sistemul subiectiv și sistemul obiectiv.

## Sistemul subiectiv
Potrivit sistemului subiectiv dreptul comercial are ca obiect normele juridice care reglementează relațiile sociale născute din actele juridice la care participă persoanele care au calitatea de comerciant. În această concepție dreptul comercial apare ca un asamblu de norme juridice cu caracter profesional destinate unei anumite categorii profesionale denumită comercianți.

## Sistemul obiectiv
Conform sistemului obiectiv dreptul comercial are ca obiect relațiile sociale născute din actele juridice, operațiunile și faptele pe care legea (Codul Comercial Român, art. 3) le consideră fapte de comerț și care au acest regim, fără a avea vreo relevanță calitatea persoanei care le realizează. În viziunea acestui criteriu, dreptul comercial apare ca un ansamblu de norme juridice destinate unei categorii de operațiuni juridice, denumite de lege fapte de comerț.
Sistemul Codului comercial român are ca bază de reglementare sistemul obiectiv. Existența sistemului menționat reiese din conținutul următoarelor reglementări: 
Codul comercial român în care se precizează care sunt faptele de comerț cărora le sunt aplicabile normele sale și legea le consideră astfel, indiferent de persoana care le săvârșește și de calitatea de comerciant sau de necomerciant a acesteia;
Codul comercial român în care se precizează noțiunea de comerciant cu consecința delimitării sferei de aplicare a legii comerciale persoanelor care au calitatea de comerciant.

## Principiile dreptului comercial român
Noțiunea de principiu nu este una specifică dreptului, ea regăsindu-se generic în orice activitate intelectuală sau de practică rațională umană.
În substanța lor principiile sunt niște idei de bază, reguli sau norme ca rezultat al abstractizărilor și generalizărilor în materie de cunoaștere și experiență umană, prin care se reflectă și orientează gândirea și experiența umană și la care se raportează și valorizează judecata, conduita și acțiunea umană.
Principiile de bază ale dreptului civil și principiile unor instituții ale dreptului civil, sunt și principii ale dreptului comercial român, deoarece dreptul comercial român este o ramură a dreptului privat, iar fundamentul dreptului privat este dreptul civil.
Principiile generale ale dreptului comercial român sunt: 
- principiul asigurării cadrului juridic de existență și funcționare a economiei de piață
- principiul asigurării cadrului juridic privind libertatea comerțului
- principiul asigurării cadrului juridic a concurenței loiale
- principiul asigurării cadrului juridic de protejare a interesului național în activitatea economică
- principiul comercialității raporturilor juridice comerciale
- principiul egalității juridice a părților în raporturile juridice comerciale
- principiul asigurării cadrului juridic privind creditul în operațiunile comerciale
- principiul asigurării cadrului juridic privind securitatea operațiunilor comerciale
- principiul asigurării celerității și simplității operațiunilor comerciale

## Analiza principiului asigurării cadrului juridic de existență și funcționare a economiei de piață
Economia de piață ca tip de organizare a economiei are la bază o sumă de elemente structurale și mecanisme de reglare care asigură funcționalitatea.
Elementele determinate ale sistemului economic menționat sunt raportul dintre cerere și ofertă, care generează principiile de prioritate în producerea bunurilor și metodele de organizare și combinare a factorilor de producție și nivelul și dinamica prețurilor, care stabilesc persoanele și categoriile de persoane care au acces la aceste bunuri.
În literatura de specialitate s-a afirmat că o economie națională trebuie să întrunească cumulativ următoarele elemente structurale și mecanisme de reglare pentru a fi încadrată în tipul de economie de piață:
- o diversitate a formelor de proprietate, ocrotite în mod egal de lege, preponderentă fiind proprietatea privată
- un sistem descentralizat de funcționare bazat pe operațiunile individuale ale agenților economici a căror legătură se realizează pe baza pieței, a cadrului juridic și economico-financiar
- o piață concurențială liberă și generalizată.